# Agnieszka Płoszajska

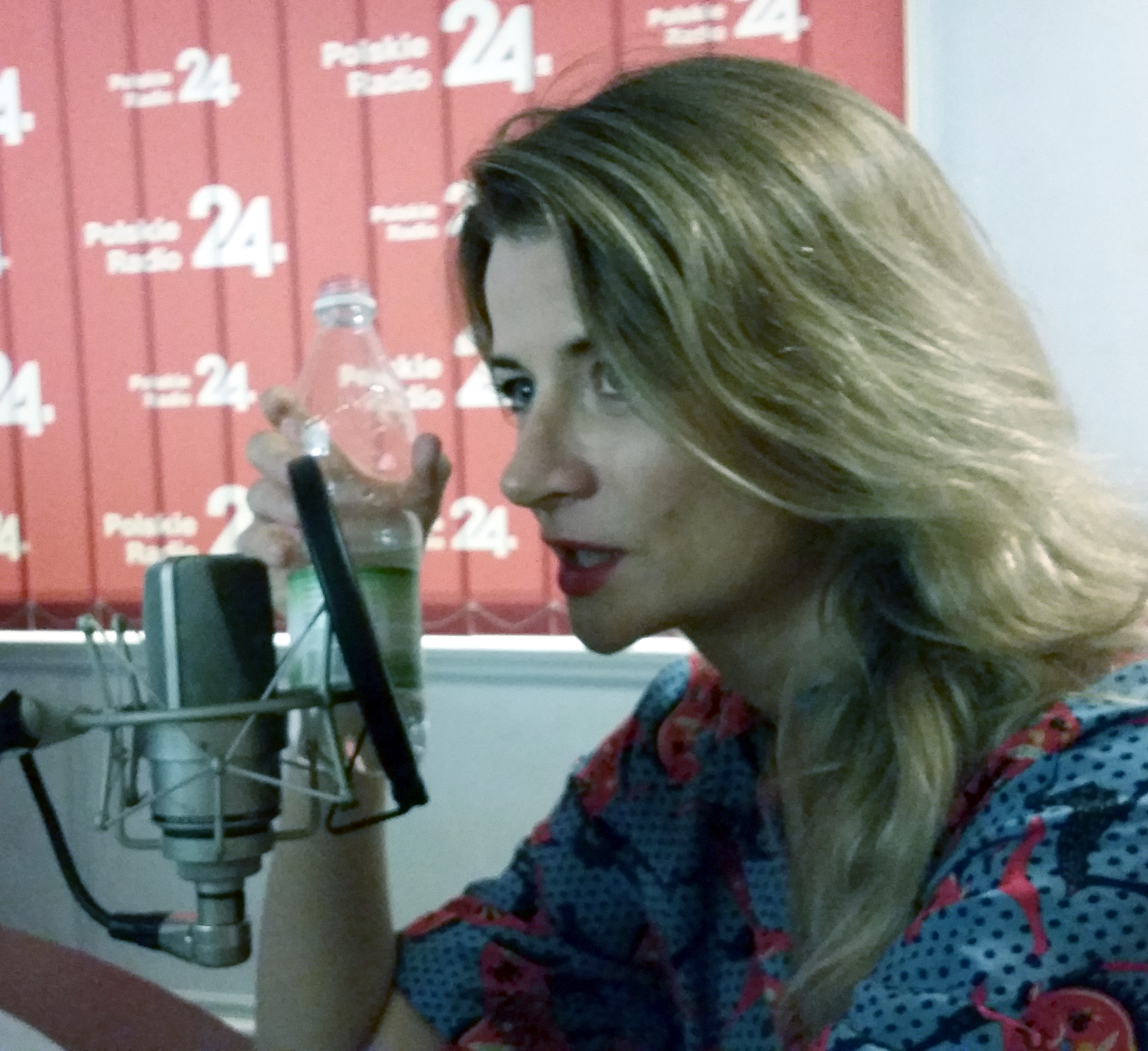
Agnieszka Płoszajska (2018)

Agnieszka Płoszajska (ur. 1983 w Gdyni) – polska aktorka teatralna i telewizyjna, reżyserka teatralna. Do 2012 roku znana jako Agnieszka Wilkosz.
W roku 2016 za spektakl „Jutro będzie za późno” otrzymała Nagrodę Prezydenta Miasta Gdańska dla najlepszego reżysera festiwalu Windowisko. Za działalność w Kujawsko-Pomorskim Teatrze Muzycznym w Toruniu w roku 2017 otrzymała wyróżnienie Marszałka Województwa Kujawsko-Pomorskiego w kategorii Kultura.

## Role teatralne
Teatr Stajnia Pegaza
- 1998: „W poszukiwaniu siebie”, jako Jakub-Józef (reż. Ewa Ignaczak)

Teatr Świnia
- 2000: „Światłowstręt”, jako Matka / Córka (reż. Agnieszka Płoszajska / Marta Kawała)

Loch Camelot
- 2005-2011: repertuar bieżący (reż. Kazimierz Madej / Ewa Kornecka)

Teatr PWST w Krakowie
- 2005: „Wampir”, jako Bławatska / Kobieta z piórem (reż. Waldemar Raźniak)
- 2005: „Wieczór Trzech Króli, albo co chcecie”, jako Sir Andrzej Chudogęba (reż. Jerzy Stuhr)
- 2006: „Wizja Mozarta”, jako Magdalena / Pimpek (reż. Roman Gancarczyk)

Stowarzyszenie DIALOG
- 2006: „Gra z Ferdydurke”, jako Młodziakówna / Zosia (reż. Tomasz Piasecki)

Teatr im. Wandy Siemaszkowej w Rzeszowie
- 2006: „Jabłko”, jako Samantha (reż. Tomasz Dutkiewicz)
- 2006: „Siostry Parry”, jako Chaja (reż. Piotr Szalsza)
- 2006: „Matka Courage i jej dzieci”, jako Chorąży (reż. Katarzyna Deszcz)
- 2007: „Sytuacje rodzinne”, jako Milena (reż. Andrzej Sadowski)
- 2007: „Biznes”, jako Sabrina (reż. Jerzy Bończak)
- 2007: „Dziady”, jako Anioł / Dama II / Sowietnikowa (reż. Jacek Andrucki)
- 2008: „Życie do natychmiastowego użytku”, jako Paula (reż. Robert Walkowski)

Teatr im. Ludwika Solskiego w Tarnowie
- 2008: „Zbrodnia i kara”, jako Sonia (reż. Edward Żentara)

Teatr Powszechny im. Jana Kochanowskiego w Radomiu
- 2008: „Skrzypek na dachu”, jako Cajtla (reż. Maciej Korwin)
- 2009: „Awantura o Basię”, jako Stanisława Olszańska (reż. Cezary Domagała)
- 2009: „Wszystko o kobietach”, jako Jolka / Ola / Janka / Dzidzia / Luiza (reż. Krzysztof Olichwier)
- 2009: „Piaf”, jako Marlena (reż. Tomasz Dutkiewicz)
- 2009: „Romeo i Julia”, jako pani Capuletti (reż. Katarzyna Deszcz)
- 2010: „Wujaszek Wania”, jako Sonia (reż. Linas Zaikauskas)
- 2010: „Królowe Brytanii”, jako Natasza (reż. Przemysław Wojcieszek)
- 2011: „Eldorado”, jako Thekla (reż. Janusz Łagodziński)

Teatr Studio im. Stanisława Ignacego Witkiewicza w Warszawie
- 2010: „Księżna d’Amalfi”, jako Dama Dworu III (reż. Jacek Głomb)

Instytut Teatralny im. Zbigniewa Raszewskiego w Warszawie
- 2011: „Gdzie jest Pinokio?”, jako Błękitna Wróżka (reż. Robert Jarosz)

Kujawsko-Pomorski Impresaryjny Teatr Muzyczny w Toruniu
- 2014: „Siostry Parry”, jako Chaja (reż. Piotr Szalsza)
- 2014: „Gra warta piernika, czyli Maurycy i kolędnicy”, jako Bogacka (reż. Agnieszka Płoszajska)
- 2015: „Machiavelli”, jako Sostrata (reż. Bartłomiej Wyszomirski)
- 2015: „Open Chopin – upside down”, jako Apolonia (reż. Wojciech Graniczewski)
- 2015: „Panna Tutli-Putli”, jako Królowa (reż. Witold Szulc)
- 2016: „Gatunek żeński”, jako Margot Mason (reż. Bartłomiej Wyszomirski)
- 2017: „Jacek i Placek na tropie księżyca”, jako Luna (reż. Agnieszka Płoszajska)
- 2018: „Najlepsze przyjaciółki”, jako Sophie (reż. Marek Brand)

Teatr Rampa w Warszawie
- 2017: „Pinokio, czyli muzyczna opowieść o dobrym wychowaniu”, jako Świerszcz (reż. Cezary Domagała)[3]

Źródło: Encyklopedia teatru polskiego.

## Reżyseria teatralna
- 2000: Agnieszka Płoszajska / Marta Kawała „Światłowstręt” (Teatr Świnia)[5]
- 2014: Emil Płoszajski „Gra warta piernika, czyli Maurycy i kolędnicy” (Kujawsko-Pomorski Teatr Muzyczny w Toruniu)[6]
- 2016: Wiesława Sujkowska „Jutro będzie za późno” (Kujawsko-Pomorski Teatr Muzyczny w Toruniu)[7][8]
- 2017: Emil Płoszajski „Jacek i Placek na tropie księżyca” (Kujawsko-Pomorski Teatr Muzyczny w Toruniu)[9]
- 2017: Agnieszka Płoszajska „Ściana” (przedstawienie impresaryjne)[10]
- 2018: Emil Płoszajski „Pan Kleks. Powrót” (Kujawsko-Pomorski Teatr Muzyczny w Toruniu)[11]
- 2019: Emil Płoszajski „Marysia ma Rysia” (Gdyńskie Centrum Kultury)[12][13]
- 2019: Spektakl z tekstami Wiesława Dymnego „Dymny: Siedem bestii moich” (Kujawsko-Pomorski Teatr Muzyczny w Toruniu)[14]
- 2020: Maciejka Mazan "Awantura w mollDurze" (Mazowiecki Teatr Muzyczny im. Jana Kiepury)[15]
- 2020: Justyna Bednarek „Niesamowite przygody 10 skarpetek” (Kujawsko-Pomorski Teatr Muzyczny w Toruniu)[16]
- 2020: Jan Brzechwa „Akademia pana Kleksa” (Miejski Teatr Miniatura w Gdańsku)[17]
- 2021: Finn Anderson „Wyspa (Islander)” (Teatr Kameralny w Bydgoszczy)[18][19]
- 2021: Bob & Tobly McSmith „Friends – the musical parody” (Kujawsko-Pomorski Teatr Muzyczny w Toruniu)[20]
- 2021: Geraldine Aron(inne języki) „Mój boski rozwód” (Teatr im. Aleksandra Sewruka w Elblągu)[21]
- 2021: Szymon Jachimek "Takie tam" (Fundacja Teatru Boto)[22]
- 2022: Kellen Blair "Morderstwo dla dwojga"(inne języki) (Kujawsko-Pomorski Teatr Muzyczny w Toruniu)[23]
- 2022: Emil Płoszajski "Karnawał zwierząt" (Opera Nova w Bydgoszczy)[24]
- 2022: Lynn Ahrens(inne języki) "Kiedyś na wyspie"(inne języki) (Studium Wokalno-Aktorskie im. Danuty Baduszkowej w Gdyni)[25]
- 2023: Emil Płoszajski "Kręci się?!" (Kujawsko-Pomorski Teatr Muzyczny w Toruniu)[26]
- 2023: Pierre Gripari "Bajka o księciu Pipo, koniu Pipo i księżniczce Popi" (Teatr Miniatura w Gdańsku)[27][28]
- 2024: Emil Płoszajski "Tylko grzecznie" (Teatr Muzyczny im. Danuty Baduszkowej w Gdyni)[29][30]

Źródło: Encyklopedia teatru polskiego.